# Стригин, Владимир Павлович
Владимир Павлович Стригин (род. 18 марта 1955, Ново-Исправненский, Зеленчукский район) — российский политический деятель. Член Совета Федерации Федерального Собрания Российской Федерации от от Карачаево-Черкесской Республики.

## Биография
До избрания депутатом СФ — председатель Зеленчукского районного суда Карачаево-Черкесской Республики.
В 1995 г. баллотировался в Государственную Думу Федерального Собрания РФ (избран не был).
Указом Президента Российской Федерации от 11 сентября 1998 года № 1065 назначен на должность судьи Ессентукского городского суда Ставропольского края без ограничения срока полномочий. 10 января 2012 года полномочия судьи Ессентукского городского суда Ставропольского края Стригина Владимира Павловича прекращены по его личному заявлению.

### Совет Федерации
Депутат Совета Федерации Федерального Собрания Российской Федерации первого созыва от Карачаево-Черкесской Республики с янв. 1994 по янв. 1996, избран 12 дек. 1993 по Карачаево-Черкесскому двухмандатному избирательному округу № 9.
С февр. 1994 — член Комитета СФ по конституционному законодательству и судебно-правовым вопросам.